# Skiftet (schip, 1908)
De S/S Skiftet was een ijsbrekend stoompassagiersschip van 336 bruto registerton, gebouwd in 1908, eigendom van de rederij Bore. Het schip voer tijdens de Eerste Wereldoorlog, op 14 december 1916, op een Duitse mijn nabij Rödhamn in de Scherenzee en is daar gezonken, waarbij 86 mensen de dood vonden. Het is een van de grootste rampen in de Ålandse wateren.
Het schip was genoemd naar de gelijknamige zeestraat die de grens vormt tussen Åland en het eigenlijke Finland.

## De ramp
De S/S Skiftet, dat voer onder Zweedse vlag, was als ijsbreker ingezet voor het driemaal per week vervoeren van passagiers tussen Turku en Åland, en eenmaal per week voer het door naar Stockholm. Het ondersteunde ook andere schepen om door het ijs te komen, onderweg van Mariehamn naar Degerby (Föglö).
Het schip werd in de herfst van 1916 gevorderd door de Russische marine, maar bleef desondanks voornamelijk in gebruik op de oorspronkelijke route en werd zowel voor civiel vervoer als voor vervoer van militaire troepen gebruikt.
In de ochtend van 14 december 1916 verliet het schip om 8.30 uur de westelijke haven van de Ålandse hoofdstad Mariehamn, richting Turku. Het schip had 91 mensen aan boord: 15 bemanningsleden, 56 Russische militairen, 7 Ålandse fortificatiewerkers en 13 andere burgers. Toen het schip een uur later bij Rödhamn was aangekomen, voer het daar op een Duitse zeemijn, waardoor de romp van het schip scheurde en de druk van de explosie een groot deel van de hutten en de helft van de eetkamer verwoestte, alsmede een stoomleiding. In minder dan 5 minuten was het schip gezonken.
De meeste opvarenden waren op slag gedood door rondvliegend staal en glas, of ze verdwenen met het schip in de diepte. Slechts ongeveer 30 opvarenden konden het hoofd boven water houden door zich vast te klampen aan wrakstukken van het schip, maar de meesten van hen waren al bezweken door de ijzige koude van het water voordat de eerste reddingswerkers een half uur later arriveerden. Zes mensen werden uit het water gered, van wie er nog een stierf op weg naar Mariehamn. Drie van de overlevenden waren Russische soldaten, één een burger van Åland en één een Finse vestingwerker. Onder de doden waren kolonel Ivan Kuznetsov, hoofd van het Russische garnizoen van Åland, en luitenant-kolonel Vasily Kovalev, hoofd van de afdeling gendarmerie.
De mijn die het schip tot zinken had gebracht was gedropt door de Duitse onderzeeër UC 27, die op 8 november 1916 de Letse haven Liepāja had verlaten met 18 mijnen. Tijdens een achtdaagse reis waren de mijnen afgezet in de wateren ten zuiden van Åland en langs de Finse westkust.

## Wrak

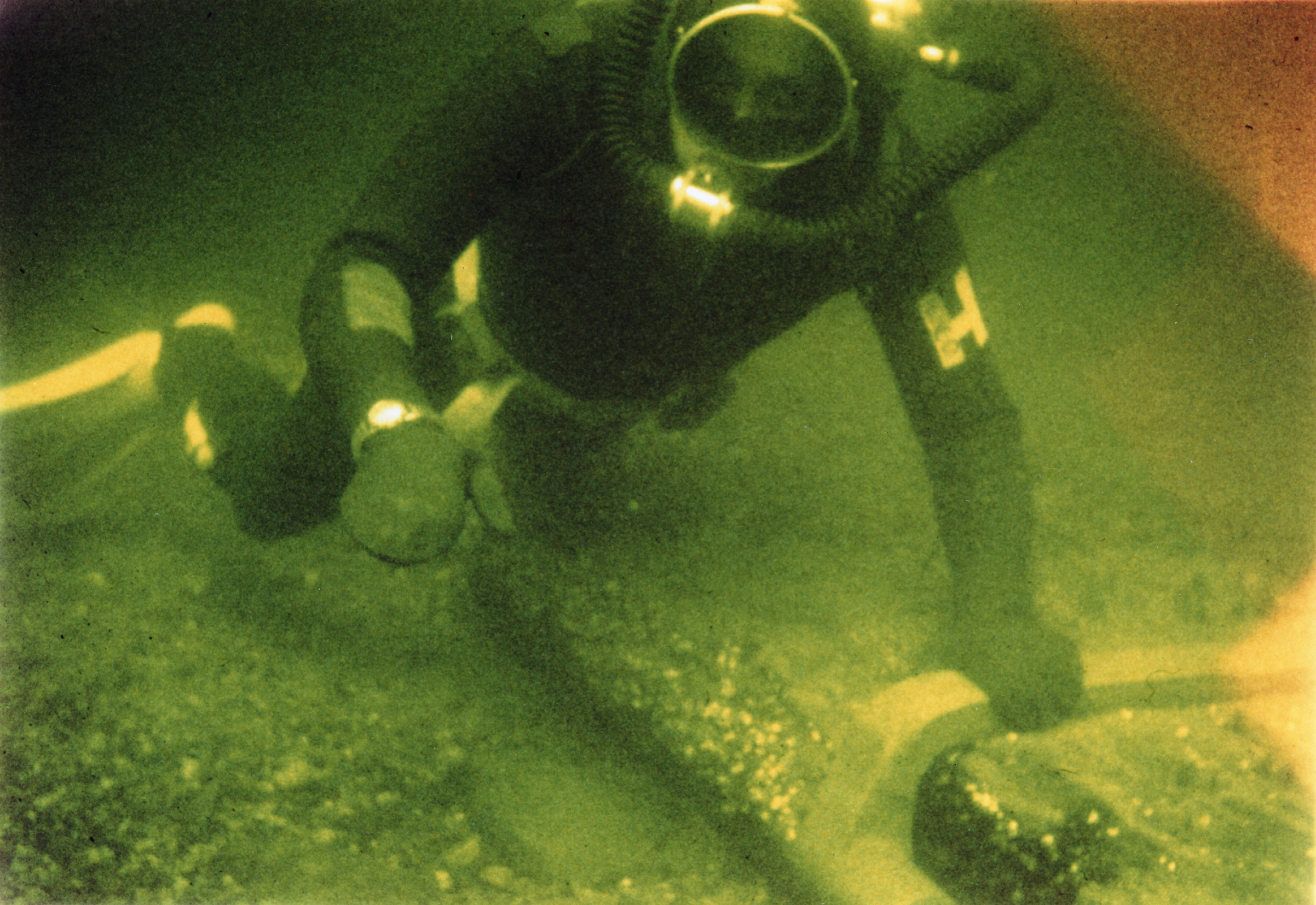
Een sportduiker op het wrak van S/S Skiftet.

Eind juni 1920 werd het wrak gelokaliseerd, maar plannen om het te bergen gingen niet door. In 1970 werd het wrak opnieuw gelokaliseerd, door sportduikers. Het ligt ongeveer 23 meter diep, in twee stukken, op de bakboordzijde. Tijdens een twee weken durende bergingsoperatie werden veel spullen van het schip geborgen. Sindsdien is het wrak een geliefde bestemming voor sportduikers (moeilijkheidsgraad 2).